# Ролетто
Ролетто (італ. Roletto, п'єм. Rolèj) — муніципалітет в Італії, у регіоні П'ємонт,  метрополійне місто Турин.
Ролетто розташоване на відстані близько 540 км на північний захід від Рима, 34 км на південний захід від Турина.
Населення — 2003 особи (2014).

## Демографія
Населення за роками:

Станом на 1 січня 2023 року в муніципалітеті офіційно проживали 92 іноземці з 15 країн, серед них 62 громадяни країн Євросоюзу та 2 громадяни України.

## Сусідні муніципалітети
- Канталупа
- Фроссаско
- Пінероло